# The Wages of Love
"The Wages Of Love" (tradução portuguesa: "Os Salários do Amor") foi a canção que representou a Irlanda no Festival Eurovisão da Canção 1969, interpretada em inglês por Muriel Day. Foi a quinta canção a ser interpretada na noite do festival, a seguir à canção monegasca "Maman, Maman", interpretada por Jean Jacques e antes da canção italiana "Due grosse lacrime bianche", cantada por
Iva Zanicchi. A canção irlandesa terminou a competição em sétimo lugar (entre 16 países participantes), recebendo um total de 10 pontos.

## Autores da canção
A canção tinha letra e música de Michael Reade e foi orquestrada por Noel Kelehan.

## Letra e interpretação
A canção é um número de upbeat, seguindo o estilo de muitas das canções daquela época. Day previne os ouvintes que "quando caírem de amor, Vocês pagam os Salários do Amor". Por outras palavras, enquanto o amor é uma coisa maravilhosa de experimentar. "Haverá pontes para serem atravessadas/E Existirão muitas lágrimas perdidas" e que devemos estar preparados para o fim de uma relação amorosa. Day interpretou a canção com um vestido verde brilhante (feito pela designer Alice Campbell), que tirou muita vantagem da recente introdução da televisão a cores em alguns países europeus. Um pequeno excerto da sua atuação foi revelada no programa Congratulations: 50 Anos do Festival Eurovisão da Canção em 2005.